# Shuangfa
Shuangfa (kinesiska: 双发, 双发乡) är en socken i Kina. Den ligger i provinsen Heilongjiang, i den nordöstra delen av landet, omkring 110 kilometer väster om provinshuvudstaden Harbin. Antalet invånare är 19 536. Befolkningen består av 9 587 kvinnor och 9 949 män. Barn under 15 år utgör 13,0 %, vuxna 15-64 år 79 %, och äldre över 65 år 7,0 %.
Genomsnittlig årsnederbörd är 725 millimeter. Den regnigaste månaden är juli, med i genomsnitt 180 mm nederbörd, och den torraste är januari, med 6 mm nederbörd.